# Маркоский, Велько
Велько Маркоский (макед. Велко Маркоски; род. 5 апреля 1986, Струга) — македонский гандболист, центральный защитник клуба «Металург» (Скопье) и сборной Македонии.

## Карьера

### Клубная
Воспитанник школы клуба «Струга». В возрасте 18 лет дебютировал за команду «Вардар», выступал за неё до сезона 2010/2011, после чего перешёл в «Металург».

### В сборной
За сборные Македонии разных возрастов сыграл 60 встреч.